# Orientexpress (1954)
Orientexpress ist ein italienisch-französisch-deutsches Liebesfilmdrama von Carlo Ludovico Bragaglia mit Curd Jürgens und dessen damaliger Lebensgefährtin Eva Bartok in den Hauptrollen. Die künstlerische Oberleitung hatte Roberto Rossellini, die deutsche Dialogregie Curd Jürgens.

## Handlung
Rund um die Weihnachtszeit im Jahre 1910. Aufgrund eines Lawinenabgangs bleibt der die Ost- und Südalpen passierende Orientexpress in einem abgelegenen Gebirgsort zwei Tage lang stecken. Die Fahrgäste sind bunt zusammengewürfelte Menschen aus aller Herren Länder, darunter sogar eine Can Can tanzende Balletttruppe, und mit den unterschiedlichsten beruflichen Hintergründen. Alle feiern das Weihnachtsfest gemeinsam mit den Einheimischen, und die berühmte mitreisende Sängerin Roxane rührt sogar die Herzen der Anwesenden, als sie während der Christmette Franz Schuberts Ave Maria vorträgt. Doch die Zuggäste bringen allein durch ihr Erscheinen auch allerlei Unruhe in die Abgeschiedenheit des Dorfes. 
Zwei der Einheimischen verbinden jedes Mal große Hoffnung mit dem vorbeifahrenden Zug, bedeutet er für die gelangweilten jungen Leute die einzige Verbindung nach draußen, mit der „großen, weiten Welt“. Für den jungen Bauernbengel Giovanni, dem Neffen des schikanösen Bürgermeisters dal Pozzo, wird die Begegnung mit Roxane, die sich in Begleitung ihres Impresarios befindet, zu einer schmerzlichen Liebesenttäuschung. Hingegen findet die ortsansässige Lehrerin der Gemeinde, Beatrice, die sich endlich den plumpen Nachstellungen dal Pozzos entziehen möchte, unter den Zuggästen die Liebe ihres Lebens, den Journalisten Jacques Ferrand, der irrtümlicherweise für einen Gangster gehalten wird. Die Apothekerin des Städtchens wiederum erträumt sich ein zukünftiges Leben mit Mr. Davis, einem lebensfrohen aber auch leichtfertigen Engländer. Nur wenige dieser Träume werden erfüllt. Als der Zug zur Weiterfahrt startet ist es Beatrice, die ihre Chance nutzt, um in die Arme Jacques zu sinken.

## Produktionsnotizen
Die Dreharbeiten zu Orientexpress begannen am 24. Februar 1954 und endeten am 26. April desselben Jahres. Gedreht wurde in den Titanus-Studios in Rom sowie in St. Candido in den Dolomiten (Außenaufnahmen). Die Uraufführung erfolgte in Rom am 8. Oktober 1954. In Paris lief der Film am 1. Juni 1955 an, Deutschlandpremiere war am 23. Dezember 1955 in Baden-Baden. Am 5. Februar 1956 lief Orientexpress im Münchner Luipold-Theater an, die Berliner Premiere war am 30. November 1956.
Valentino Brosio übernahm die Produktionsleitung. Die Bauten schuf Ottavio Scotti, die Kostüme Dino di Bari und Giuliano Papi. Der Film wurde in einer deutschen, französischen und italienischen Fassung hergestellt.
Im DDR-Fernsehen lief er unter dem Titel Entscheidung in der Weihnachtsnacht.
Am 9. September 2006 wurde der Film in Deutschland auf DVD herausgebracht.

## Kritiken
Die nationalen wie internationalen Kritiken fielen überwiegend schlecht aus. Nachfolgend drei Beispiele:
“Intermezzo” schrieb: “Die italienische und die deutsche Filmindustrie arbeiteten an der Produktion dieses Films mit, der nach den Ergebnissen nicht so viel Inbrunst internationaler Aktivitäten verdient hätte.”
Der Spiegel schrieb: “Nach 150 langen Metern bleibt der Expreß in einer Schneelawine und der Film in einem Konglomerat von Langeweile und schauspielerischen Fehlleistungen (Silvana Pampanini und Eva Bartok) stecken, womit wieder einmal bewiesen ist, daß Ko-Produktionen oft nicht nur eine Kosten-, sondern auch eine Qualitätsminderung mit sich bringen.”
Im Lexikon des Internationalen Films heißt es: „Eine der ersten größeren internationalen Koproduktionen mit deutscher Beteiligung nach dem Zweiten Weltkrieg: mit zugkräftigen Filmstars, aber ohne Tempo, Spannung und Glaubwürdigkeit.“